# Eishockey-Eredivisie (Niederlande) 1972/73
Die Saison 1972/73 war die 13. Spielzeit der Eredivisie, der höchsten niederländischen Eishockeyspielklasse. Meister wurden zum insgesamt vierten Mal in der Vereinsgeschichte die Tilburg Trappers.

## Modus
In der Hauptrunde absolvierte jede der sieben Mannschaften insgesamt zwölf Spiele. Der Erstplatzierte der Hauptrunde wurde Meister. Für einen Sieg erhielt jede Mannschaft zwei Punkte, bei einem Unentschieden gab es einen Punkt und bei einer Niederlage null Punkte.

## Hauptrunde
|    | Klub               | Sp | S  | U | N  | T   | GT | Punkte |
| -- | ------------------ | -- | -- | - | -- | --- | -- | ------ |
| 1. | Tilburg Trappers   | 12 | 12 | 0 | 0  | 124 | 40 | 24     |
| 2. | HC Hijs            | 12 | 9  | 1 | 2  | 76  | 52 | 19     |
| 3. | Nijmegen Tigers    | 12 | 6  | 1 | 5  | 50  | 63 | 13     |
| 4. | H.H.IJ.C. Den Haag | 12 | 6  | 0 | 6  | 93  | 77 | 12     |
| 5. | S.IJ. Den Bosch    | 12 | 4  | 0 | 8  | 52  | 89 | 8      |
| 6. | Eaters Geleen      | 12 | 3  | 0 | 9  | 49  | 80 | 6      |
| 7. | Heerenveen Flyers  | 12 | 2  | 0 | 10 | 54  | 97 | 4      |

Sp = Spiele, S = Siege, U = Unentschieden, N = Niederlagen